# 도쿠사촌 (효고현)
도쿠사촌(徳久村)은 효고현 중서부, 사요군에 존재했던 촌이다. 현재의 사요정에 해당한다.

## 역사
- 1889년 4월 1일 - 정촌제 시행에 수반해 사요군 도쿠사촌이 성립하였다.
- 1955년 7월 20일 - 미카와촌, 나카야스촌과 합병해 난코정이 성립하였기 때문에 소멸하였다.

## 교통

### 철도
- 일본국유철도
  - 기신선

### 도로
- 국도 179호선